# Jordens alla riken är Guds örtagård
Jordens alla riken är Guds örtagård är en psalm med text skriven 1881 av Ella Sophia Armitage och musik skriven 1926 av Kenneth George Finlay. Texten översattes till svenska 1961 av Jan-Eskil Löfkvist.

## Publicerad i
- Herren Lever 1977 som nummer 881 under rubriken "Kyrkans år - Den helige Mikaels dag".[2]
- Psalmer och Sånger 1987 som nummer 534 under rubriken "Kyrkoåret - Den helige Mikaels dag"[1]